# Alzo
Alzo (oficialmente en euskera: Altzo) es un pequeño municipio de la provincia de Guipúzcoa (País Vasco, España). Cuenta con una extensión de 9,77 km²; y una población de 400 habitantes (2008). Se sitúa en la parte oriental de Guipúzcoa, dentro de la comarca de Tolosaldea. Alzo se encuentra a caballo del valle del Oria y el del Araxes, poco antes de su confluencia. Le separan 32 km de la capital provincial, San Sebastián y 6 km de la capital comarcal, Tolosa.
Alzo tiene la particularidad de ser un municipio binuclear. Está compuesto por dos barrios conocidos como Alzo Abajo (en euskera: Altzo Azpi) y Alzo Arriba (en vasco Altzo Muño, literalmente Alzo Colina). Estos dos barrios antiguamente fueron independientes y aún hoy en día constituyen dos núcleos de población bien definidos.
Alzo Abajo es el núcleo más antiguo, pero también el más pequeño y menos poblado. Se encuentra prácticamente en el Valle del Oria, en el barranco que forma la desembocadura de un arroyo. La población tiene una estructura lineal a lo largo del valle y de la carretera que sube hacia Alzo Arriba.
Alzo Arriba se encuentra en una zona elevada de pendientes suaves, semi-escondida entre los montes que separan el Valle del Oria y el del Araxes. Presenta un aspecto disperso. Aquí se concentra la mayor parte de la población y se encuentra el ayuntamiento.

## Economía
Alzo participa de las características comunes económicas, sociales y culturales de los pequeños municipios rurales de Guipúzcoa.
Su población se ha visto mermada a lo largo del siglo XX al entrar en crisis los modos de vida agrícolas y rurales. La población actual es un 80% de la población que había en 1900. La cercanía de núcleos industriales, ha permitido estabilizar y mantener la población desde 1980, al permitir a la mayor parte de la población trabajar en la industria o los servicios de los pueblos cercanos sin tener que dejar de vivir en Alzo. En los últimos años Alzo asiste incluso a un ligero repunte de población.
Alzo presenta una pirámide de población bastante envejecida y un mayor porcentaje de población masculina que femenina. Sin embargo, la inmigración de población joven procedente de pueblos cercanos y la reactivación de la pequeña escuela pública local, parecen ser síntomas de una recuperación en este aspecto.
En la zona más baja del municipio, en la pequeña zona de vega que tiene junto al río Oria, hay unas pocas fábricas instaladas. La mayor parte de la población trabaja en los pueblos cercanos, en la industria o servicios. Hay un porcentaje de la población que se dedica a labores agrícola. No hay apenas comercio en Alzo, por lo que los vecinos han de desplazarse a las vecinas Alegría o Tolosa.
La mayor parte de la población ha nacido en Alzo o en los municipios vecinos (cerca de un 80%). El nivel de conocimiento y uso del euskera es muy alto, llegando a alcanzar a casi toda la población y siendo el idioma de uso cotidiano en las relaciones vecinales y familiares.
Los vecinos de Alzo reciben el nombre de alzotarras o altzotarras.
Antiguamente Alzo destacó por su producción de cebollas, que eran famosas en toda la provincia. Este hecho les valió a sus habitantes el mote de tipulak (cebollas).

## Administración y política
| Partido político                                              | 2015  | 2015       | 2011  | 2011       | 2007  | 2007       | 2003        | 2003        | 1999  | 1999       | 1995  | 1995       |
| Partido político                                              | %     | Concejales | %     | Concejales | %     | Concejales | %           | Concejales  | %     | Concejales | %     | Concejales |
| Euskal Herria Bildu (EH Bildu)-Bildu                          | 83,66 | 7          | 87,56 | 7          | —     | —          | —           | —           | —     | —          | —     | —          |
| Partido Popular del País Vasco (PP)                           | —     | —          | 1,04  | 0          | 0,00  | 0          | 2,78        | 0           | —     | —          | —     | —          |
| Partido Socialista de Euskadi-Euskadiko Ezkerra (PSE-EE PSOE) | —     | —          | 0,00  | 0          | —     | —          | —           | —           | —     | —          | —     | —          |
| Batzarremuno (EB-AZ)                                          | —     | —          | —     | —          | 60,32 | 4          | —           | —           | —     | —          | —     | —          |
| Euzko Alderdi Jeltzalea-Partido Nacionalista Vasco (EAJ-PNV)  | —     | —          | —     | —          | 38,46 | 3          | 90,28       | 7           | 35,34 | 2          | 41,42 | 3          |
| Euskal Herritarrok (EH)-Herri Batasuna (HB)                   | —     | —          | —     | —          | —     | —          | Ilegalizado | Ilegalizado | 62,05 | 5          | —     | —          |
| Altzoko Herriaren Aldea (AHA)                                 | —     | —          | —     | —          | —     | —          | —           | —           | —     | —          | 57,74 | 4          |

Tras las elecciones municipales de mayo de 2011, la alcaldesa de la localidad es Miren Balerdi Amondarain de la coalición independentista Bildu.
En las elecciones autonómicas celebradas en abril de 2005 el partido más votado fue el PCTV con el 44 % de los votos, seguido de la coalición PNV-EA, que obtuvo el 42 % de los sufragios.

## Historia
No se sabe exactamente en qué momento histórico aparecieron los dos núcleos de población que forman Alzo, ni cuándo decidieron unirse. La tradición mandaba que el alcalde fuera alternativamente de cada uno de los dos pueblos.
En 1025 aparece Alzo citado por primera vez. Es un documento de donación al monasterio de San Juan de la Peña (Huesca) del monasterio de Olazábal, posiblemente la actual iglesia de San Salvador en Alzo Abajo. Es el mismo monasterio que aparece en un documento de 1056, llamado en este caso, San Salvador de Ipazcoa. Esta es considerada como la primera mención escrita del nombre de Guipúzcoa.
Parece ser que Alzo Abajo fue en sus orígenes un feudo de los Parientes Mayores de Olazabal, mientras que Alzo Arriba se organizó como un agrupamiento de viviendas al margen de los Olazabal.
En 1374, los vecinos de Alzo pasan a depender de la villa de Tolosa, como forma de sustraerse de la influencia de los Olazabal y otros señores banderizos. En aquel entonces ya aparece unida la suerte de los dos Alzos. En 1615, pasado el tiempo de las guerras banderizas, Alzo obtiene el título de villa, recuperando la autonomía perdida por su unión a Tolosa. Alzo participará posteriormente en varias uniones de villas, para costearse representantes en las Juntas Generales de Guipúzcoa, como es el caso de la Unión de Bozue Mayor o la Unión de Aizpurua.
Durante el siglo XIX nació en el caserío Ipintza, el Gigante de Alzo, considerado en su tiempo como el hombre más alto de Europa, que llegó a medir 2,42 m.
En 1882 las parroquias de Alzo Abajo y Alzo Arriba se unen en una única parroquia, quedando así el municipio unido también en el ámbito religioso.

## Demografía
Alzo cuenta con una población de 445 habitantes (INE 2024).
| Gráfica de evolución demográfica de Alzo entre 1842 y 2021                                                          |
| |
| Población de derecho según los censos de población del INE Población de hecho según los censos de población del INE |

## Cultura

### Patrimonio
En Alzo Arriba destaca la iglesia parroquial de Nuestra Señora de la Asunción del siglo XVIII. La iglesia conserva una portada gótica isabelina, que es anterior al resto de la construcción.
En Alzo Abajo, sobresale la iglesia parroquial de San Salvador, de una sola nave y con bóvedas góticas. De su primitiva construcción románica solo queda un fragmento de pared en el muro lateral derecho. La puerta de la sacristía (gótico flamígero) pudo ser la entrada principal del templo. Esta iglesia posee gran importancia en la Historia de Guipúzcoa, ya que es mencionada en 1056, como Monasterio de San Salvador de lpúzcoa, siendo la primera vez que aparece registrado el nombre de Guipúzcoa en un texto escrito.
En Alzo Abajo se encuentra también el caserío natal del Gigante de Alzo, Ipintza Haundi. El caserío posee un relieve escultórico que muestra las dimensiones reales que tuvo este hombre, para que la gente que lo visita pueda compararse con él.

### Fiestas y tradiciones
Las fiestas patronales se celebran por San Ignacio, 31 de julio, realizándose tradicionales carreras de burros.
El barrio de Alzo de Abajo celebra sus fiestas el 15 de agosto.
En mayo, por San Isidro, se celebra la fiesta de los baserritarras (campesinos).

## Personas destacadas

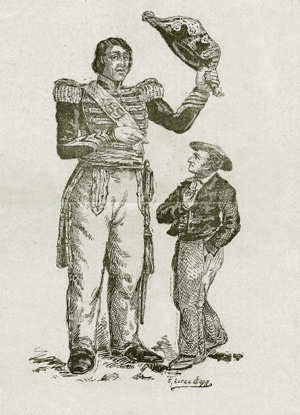
Miguel Joaquín Eleicegui, el Gigante de Alzo

- Miguel Joaquín Eleicegui Ateaga (1818-1861): Más conocido por el sobrenombre del Gigante de Alzo. Fue un vecino del pueblo aquejado de gigantismo. Se cree que llegó a medir 2m 42cm de altura, ya que no dejó de crecer hasta su muerte. Fue muy popular en su época, se exhibió por media Europa y fue recibido, entre otras autoridades, por las reinas Isabel II de España y Victoria de Inglaterra. Después de su muerte su recuerdo ha perdurado en el País Vasco, donde su pueblo natal aparece siempre asociado a la figura del "Gigante".

- Manuel Antonio Imaz: Bertsolari del siglo XIX. La pequeña escuela pública de Alzo lleva su nombre: Imaz Bertsolaria Eskola.

- Edurne Pasaban: alpinista, ingeniera y empresaria.